# بخش کامجونگ
بخش کامجونگ (به انگلیسی: Kamjong district) یک منطقهٔ مسکونی در هند است که در مانیپور واقع شده‌است. بخش کامجونگ ۲٬۰۰۰ کیلومتر مربع مساحت و ۴۵٬۶۱۶ نفر جمعیت دارد.